# Jo Frost
 (novembre 2019).
Jo Frost (née le 27 juin 1971) est une personnalité de la télévision anglaise, nounou et auteure. Elle est surtout connue pour l'émission de téléréalité Supernanny UK, dont elle était la figure centrale. L'émission a été diffusée pour la première fois au Royaume-Uni en 2004, et elle s'est diversifiée dans plusieurs autres émissions de téléréalité au Royaume-Uni, aux États-Unis et aux Pays-Bas dont l'émission Family S.O.S., qui abordait des questions telles que la toxicomanie et la violence. Family Matters est un talk-show. Elle a écrit six livres sur les soins aux enfants.

## Vie personnelle
Frost a grandi avec un frère dans le sud-ouest de Londres. Son père était un constructeur anglais et sa mère, née à Gibraltar, était décoratrice d'intérieur. Frost a eu une enfance heureuse et physiquement active. Puisque son père s'intéressait à l'histoire, elle a fréquenté, durant son enfance, un certain nombre de châteaux et de musées. En 1994, sa mère est décédée d'un cancer. Frost, qui voyage régulièrement pour le travail, vivait avec son père lorsqu'elle n'était pas en tournage et n'avait pas d'autres obligations professionnelles. Depuis 2014, elle vit avec son mari, le coordonnateur de plateau d'extérieur Darrin Jackson, dans le comté d'Orange, en Californie.